# John Steele (Skispringer)
John Dwight Steele (9. April 1909 in Minneapolis, Minnesota – 7. Juni 1996 in Grand Junction, Colorado) war ein US-amerikanischer Skispringer.

## Werdegang
Steele wurde in Minneapolis, Minnesota, geboren und zog 1918 mit seiner Familie nach Steamboat Springs, Colorado. Als er 12 Jahre alt war, sprang er beim örtlichen Winterkarneval Ski und sprang dort 20 Jahre lang weiter. Während er damit beschäftigt war, Schnee vom Dach einer Bank zu schaufeln, baute er eine Sprungschanze auf der Bank, die er benutzte, bis der Sheriff ihn anhielt, weil er befürchtete, er könnte vor den vorbeifahrenden Verkehr springen. 1924 brach er den Weltrekord im Skispringen für Jungen unter 14 Jahren. Anschließend besuchte er die University of Denver, wo er den Pioneer Ski Club gründete.
Steele wurde als Mitglied des US-Teams für die Olympischen Winterspiele 1932 in Lake Placid, New York, ausgewählt und nahm dort am Einzelwettbewerb im Skispringen teil.